# ألبرتو كورباتشو
ألبرتو كورباتشو (بالإسبانية: Alberto Corbacho) مواليد 1 أكتوبر 1984، هو لاعب كرة سلة إسباني بدأ مسيرته الاحترافية في سنة 2002 يلعب في ليغا أيه سي بي ويحمل الرقم 33. يبلغ طوله 6 قدم 7 بوصة (2.0 م).

## فرق لعب لها
- باسكت سرقسطة 2002
- أوبرادويرو لكرة السلة

## روابط خارجية
- ألبرتو كورباتشو على موقع الاتحاد الدولي لكرة السلة (الإنجليزية)
- ألبرتو كورباتشو على موقع الدوري الإسباني لكرة السلة (الإسبانية)
- ألبرتو كورباتشو على موقع كرة السلة الأوروبية.كوم (الإنجليزية)
- ألبرتو كورباتشو على موقع DraftExpress.com (الإنجليزية)
- ألبرتو كورباتشو على موقع ريلجم (الإنجليزية)
- ألبرتو كورباتشو على موقع بروبوليرز (الإنجليزية)
- ألبرتو كورباتشو على موقع سبورتس رفرنس (الإنجليزية)